# Siêu đầu bếp (phim 2014)
Siêu đầu bếp (tựa gốc: Chef) là một phim hài-chính kịch của Mỹ năm 2014 do Jon Favreau đạo diễn kiêm nhà đồng sản xuất và viết kịch bản. Sau một cuộc gây lộn nơi công cộng với một nhà phê bình ẩm thực, một đầu bếp (Favreau) bỏ nghề nấu ăn ở một nhà hàng nổi tiếng tại Los Angeles để bán hàng trên xe bán đồ ăn cùng với cậu con trai. Phim còn có sự tham gia của Sofía Vergara, John Leguizamo, Scarlett Johansson, Oliver Platt, Bobby Cannavale, Dustin Hoffman và Robert Downey Jr..

## Nội dung
Carl Casper là bếp trưởng của một nhà hàng ở Brentwood, Los Angeles. Anh có một đứa con trai tên Percy và một người vợ cũ giàu có tên Inez. Carl rất thân thiết với nữ tiếp viên Molly cùng với hai đầu bếp Martin và Tony. Ông chủ nhà hàng là Riva chỉ muốn Carl làm những món ăn cổ điển chứ không cho phép anh sáng tạo món mới.
Nhà hàng của Riva có cơ hội phục vụ thức ăn cho nhà phê bình ẩm thực Ramsey Michel, Riva bắt buộc Carl làm những món cũ nên bị Ramsey đánh giá thấp. Carl đã sỉ nhục Ramsey trên Twitter, không ngờ lời sỉ nhục của anh được đăng công khai và tài khoản của anh được nhiều người theo dõi. Carl chuẩn bị một thực đơn mới và thách thức Ramsey đến ăn thử, nhưng Riva lại yêu cầu anh làm những món cũ, điều này khiến anh tức giận và nghỉ việc. Carl trở về nhà, trong khi đó ở nhà hàng, Ramsey được phục vụ những món ăn giống như lần trước ông ta đến. Ramsey mỉa mai Carl trên Twitter, Carl tức giận quay lại nhà hàng và chửi bới Ramsey trước mặt mọi người. Hành động của Carl bị quay phim lại, trở thành video lan truyền trên mạng khiến anh xấu hổ và thất nghiệp.
Carl chấp nhận đi cùng Inez và Percy đến Miami, nơi anh từng nuôi dưỡng sự yêu thích ẩm thực Cuba. Chồng cũ của Inez là Marvin đã tặng một chiếc xe bán đồ ăn cho Carl. Hai bố con Carl và Percy rửa sạch chiếc xe và đi mua nguyên liệu nấu ăn, họ sẽ sử dụng chiếc xe này để đi bán đồ ăn. Martin hay tin Carl đã có xe bán đồ ăn nên nghỉ việc ở nhà hàng để đến Miami giúp đỡ Carl. Carl, Martin và Percy lái chiếc xe quay về Los Angeles, trên đường đi họ bán những món ăn Cuba, đặc biệt là bánh mì kẹp kiểu Cuba. Percy quảng cáo chuyến hành trình trên mạng xã hội, nhờ vậy mà ba người buôn bán thành công khi đi qua New Orleans và Austin.
Về đến Los Angeles, Carl đồng ý cho Percy đi theo phụ giúp mình buôn bán, sau này Inez cũng tham gia cùng hai bố con. Ramsey đến xin giảng hòa với Carl, ông ta đề nghị cung cấp vốn cho Carl mở một nhà hàng riêng, nơi đó sẽ cho phép anh thoải mái sáng tạo nấu nướng. Sáu tháng sau, nhà hàng của Carl tổ chức tiệc tái hôn của anh và Inez.